# Die Chance deines Lebens
Die Chance deines Lebens war eine Quizsendung von Sat.1 aus dem Jahr 2000. Zu gewinnen gab es 10 Millionen Deutsche Mark. Moderiert wurde die Sendung live von Kai Pflaume.
Die Quizshow diente als Originalfassung der niederländischen Ratesendung "Postcode Loterij Miljoenenjacht", aus der später das Spielshow-Format "Deal or no Deal" hervorgehen sollte. 
In der dritten Ausgabe vom 1. Oktober 2000 kam es zum Eklat, als ein Kandidat die Nerven verlor, sein Jackett auf den Boden warf, und sich unter Buhrufen des Publikums über die Sendung beschwerte. Der Kandidat machte technisches Versagen seines Buzzers für sein Ausscheiden verantwortlich. Hiernach gab es zunächst keine weiteren Sendungen, nach einer Pause kam die Sendung mit veränderten Regeln noch einmal für zwei weitere Sendungen und eine Abschlusssendung zurück. Die Abschlusssendung lief am 17. Dezember 2000. Insgesamt wurden sechs Sendungen ausgestrahlt. Dabei wurden die Spielregeln zwei Mal geändert.

## Regeln

### Version 1 (Sendungen 1 und 2)
Zu Beginn der Show befanden sich 1000 Kandidaten im Studio. Diese waren aufgeteilt in 10 durchnummerierte Sektoren/Blöcke à 100 Kandidaten, welche nochmals in 5 Abschnitte zu je 
20 Spielern unterteilt waren. Es wurden zunächst drei Selektionsrunden gespielt. In jeder Runde wurde eine Frage mit drei Antwortmöglichkeiten gestellt, und die Kandidaten konnten per Abstimmgerät die ihrer Meinung nach richtige Antwort einloggen. Jeder Kandidat, der sich für die richtige Lösung entschieden hat, erspielte seinem Team einen Punkt (in der ersten Runde spielte ein rotes (Blöcke 1–5) gegen ein blaues Team (Blöcke 6–10); in der zweiten Runde spielten die fünf siegreichen Sektoren als jeweils eigenständige Teams gegeneinander, und in der letzten Selektionsrunde wurde aus den fünf Abschnitten des siegreichen Sektors ein Segment (bestehend aus 20 Kandidaten) ausgewählt). Das Team mit den meisten Punkten zog in die nächste Runde ein, die Spieler der unterlegenen Gruppe(n) schieden aus. 
Nach drei Selektionsrunden standen 20 Kandidaten fest, die nun in sechs weiteren Ausscheidungs-Quizrunden gegeneinander antraten. Während dieser Runden gab es immer wieder die Chance für die bereits ausgeschiedenen Kandidaten, freiwillige Aussteiger zu ersetzen. Die Nachrücker wurden dann per Zufallsgenerator ermittelt. Das letzte Spiel war immer ein Quizduell der beiden verbliebenen Kandidaten, bei dem der Sieger ermittelt wurde. 
Im Finale musste der Sieger sieben Fragen mit je sieben Antwortmöglichkeiten beantworten. Das Startkapital des Finalisten betrug eine Mark.  Nach jeder richtigen Antwort erschien eine Null hinter der Eins, d. h. nach einer richtigen Antwort gab es 10 Mark, nach 2 100, nach 3 1.000, nach 4 10.000 DM etc. Hierdurch konnte der Kandidat nach sieben Fragen maximal 10 Millionen Mark gewinnen, was allerdings nie erreicht wurde.

### Version 2 (Sendungen 3 bis 5)
Auch in der zweiten Version nahmen in jeder Show 1000 Kandidaten teil. Von diesen wurden anhand ihrer Schnelligkeit beim Beantworten einer Frage fünf ausgewählt. Durch eine weitere Fragerunde, die die fünf Kandidaten einzeln nacheinander absolvieren mussten (es mussten innerhalb von fünf Minuten 5 Fragen mit je 5 Antwortmöglichkeiten gelöst werden, wodurch maximal 50.000 DM sicher gewonnen werden konnten) wurde ihre Anzahl auf 3 reduziert. Ein Kandidat konnte durch Wahl eines Autos mit einem sicheren Gewinn nach Hause gehen und wurde in diesem Fall durch den viertbesten Spieler ersetzt. Falls keiner freiwillig ausstieg, wurde das Auto an einen Publikumsgast vergeben, der durch eine weitere Frage ermittelt wurde. In einer weiteren Runde mussten die drei Spieler fünf historische Ereignisse chronologisch ordnen, hierdurch schied der schwächste Teilnehmer aus. Der Kandidat für die Endrunde wurde in einem direkten Duell der beiden übrigen ermittelt. Im Finale waren schließlich vom Finalisten abermals sieben Fragen zu beantworten. Je nach Anzahl der richtig beantworteten gab es wieder bis zu 10 Millionen Mark zu gewinnen, die Höchstsumme wurde jedoch nie erreicht. Die Einteilung der 1000 Kandidaten in 10 durchnummerierte Blöcke/Sektoren zu je 100 Kandidaten blieb bestehen, nach dem Halbfinale gewann jeder der 99 Mitspieler aus dem Sektor des Finalisten 1000 Mark.

### Das Duell der Sieger (Sendung 6)
In der letzten Show kämpften die fünf Sieger der vorigen Shows gegeneinander. Nach vier Ausscheidungs-Quizrunden blieb nur noch ein Kandidat übrig, der erneut die Chance erhielt, durch die Beantwortung von sieben Fragen 10 Millionen Mark zu erspielen. Die Ausstrahlung erfolgte einen Tag nach der fünften Sendung.

## Gewinner
In der Premierensendung schaffte es Uwe aus Sankt Goar, der erst drei Runden vor dem Finale per Zufallsgenerator als Ersatzkandidat hinzugekommen war, bis in die letzte Runde. Von den sieben von Kai Pflaume gestellten Fragen beantwortete er vier richtig und erhielt daraufhin 10.000 DM.
Kandidat Roy aus Bremerhaven schaffte es in der zweiten Ausgabe bis ins Finale. Hier schaffte er es, fünf korrekte Antworten zu geben und 100.000 DM zu gewinnen. 
In Sendung 3 schaffte es Andreas Voß nach dem umstrittenen Halbfinal-Duell gegen Kontrahent Francis Gröning, der aufgrund einiger technischen Probleme die Nerven verloren hatte, in die Finalrunde, wo er vier Fragen korrekt beantworten konnte und aufgrund der neuen Staffelung der Gewinne nicht mit 10.000 DM, sondern mit 250.000 DM nach Hause ging. Francis Gröning ist heute als Buchhalter in Düsseldorf tätig.
Gewinner der vierten Sendung war Florian Lederer mit 520.000 DM. Im Finale beantwortete er die Frage nach dem Dienstgrad von Derrick falsch und wurde auf der Titelseite der München-BILD abgebildet: „Mein Gott Florian! 10 Millionen vergeigt.“

## Internationale Versionen
Die Show wurde von der niederländischen Produktionsfirma Endemol hergestellt. Endemol verkaufte dieses Format auch ins Ausland. 
Constantino Romero moderierte das Quiz 2001 im spanischen Fernsehen unter dem Titel "Una Vez en la Vida" (Einmal im Leben).
Im November 2000 startete die niederländische Version der Quizshow unter dem Namen "Postcode Loterij: Miljoenenjacht", moderiert von Linda de Mol. Die Regeln und das Studio entsprachen der ersten deutschen Version, das bedeutet, dass von den 1000 Kandidaten nach drei Spielrunden nur der beste Abschnitt (20 Spieler) des Sieger-Sektors aus Runde 2 übrigblieb. In der Osterausgabe der Show 2001 sorgte Linda de Mol im Finale für einen Aufreger, als sie die deutsche Nationalhymne als "rot lied" (verdammtes Lied) bezeichnete, nachdem der Finalist die letzte Frage, in der der Komponist des Deutschlandliedes benannt werden musste, nicht beantworten konnte. Anstatt von 10 Millionen Gulden gewann er (da er lediglich sechs der sieben Fragen korrekt beantwortet hatte) nur eine Million. Diese Äußerung, mit der de Mol den Kandidaten über die Falschantwort hinwegtrösten wollte, sorgte in Deutschland für einen kleinen Skandal. Die Moderatorin entschuldigte sich daraufhin bei ihren deutschen Fans und wiederholte diese  Entschuldigung, als der damalige Finalist am 2. September 2001 in einer Sondersendung von "Miljoenenjacht" (welche die vorerst letzte Ausgabe war) erneut als Kandidat in Erscheinung trat.
Am 22. Dezember 2002 kehrte das Quiz mit einem veränderten Format zurück. Obgleich einige Elemente aus der alten Show übernommen wurden, führte man ein völlig neues, von Endemol-Formatentwickler Dick de Rijk erdachtes Finalspiel ein (zu Beginn der neuen Finalrunde wurden dem siegreichen Kandidaten nun 26 Koffer mit jeweils darin verborgenen Schecks in Höhe von einem Cent bis zu 5 Millionen Euro präsentiert; nachdem der Finalist sich für einen der Koffer entschieden hatte, wurden die anderen Koffer nacheinander geöffnet, sodass sich der Inhalt des vom Finalisten gewählten Koffers immer deutlicher herauskristallisierte und der Kandidat besser einschätzen konnte, ob es klüger war, den Koffer zu behalten oder ein Angebot der Bank wahrzunehmen, die dem Finalisten einen Geldbetrag im Austausch gegen seinen Koffer anbot), welches aufgrund des hierdurch erzielten bahnbrechenden Erfolges international unter dem Titel "Deal or No Deal" vermarktet wurde. Dieses quasi neue Fernsehformat wurde auch in Deutschland ausgestrahlt, erstmals am 1. Mai 2004 unter dem Titel "Der Millionendeal", ebenfalls auf Sat 1 und (zumindest in der ersten Staffel) ebenfalls präsentiert von Linda de Mol. Die Musik und das Studio waren mit den aus der "Chance deines Lebens" bekannten Elementen zumindest in der ersten Staffel 2004 nahezu identisch. Ab der zweiten Staffel, die 2005 startete, erhielt die Show nicht nur einen neuen Namen, sondern wurde auch visuell und akustisch neu gestaltet, was die Abschaffung der "Chance deines Lebens"-Jingles zur Folge hatte. Auch viele andere internationale Versionen von „Deal or no Deal“ verwendeten die aus der „Chance deines Lebens“ bekannte Musik.

## Quoten
Den Auftakt der Sendung verfolgten 5,40 Millionen Menschen. Dies entsprach einem Marktanteil von 20,7 Prozent. In der Zielgruppe erreichte die Sendung einen Marktanteil von 21,6 Prozent. Die zweite Sendung, die eine Woche später ausgestrahlt wurde, offenbarte mit 4,80 Millionen Zuschauern das geringe Publikumsinteresse. So konnte das angestrebte Ziel von sechs Millionen Zuschauern nie erreicht werden. Nach den ersten vier Episoden erreichte die Sendung eine durchschnittliche Einschaltquote von 4,70 Millionen Zuschauern.